# Daniel Brickley
Daniel Brickley, född 30 mars 1995, är en amerikansk professionell ishockeyback som spelar för Modo Hockey i Hockeyallsvenskan. Han har tidigare spelat på lägre nivåer för Minnesota State Mavericks (Minnesota State University Mankato) i National Collegiate Athletic Association (NCAA) och Topeka Roadrunners i North American Hockey League (NAHL).
Brickley blev aldrig draftad.
Han är brorson till Andy Brickley som spelade i NHL mellan 1982 och 1994 och kusin till Connor Brickley som spelar för Florida Panthers.

## Statistik
| 2012–2013   | Utah Regulators           |             | 20  | 0  | 0  | 0  | 10  | 4 | 0 | 0 | 0 | 0 |
| 2013–2014   | Hawkesbury Hawks          | CCHL        | 61  | 5  | 27 | 32 | 63  | — | — | — | — | — |
| 2014–2015   | Topeka Roadrunners        | NAHL        | 58  | 12 | 25 | 37 | 102 | 8 | 2 | 5 | 7 | 2 |
| 2015–2016   | Minnesota State Mavericks | NCAA        | 36  | 2  | 9  | 11 | 20  | — | — | — | — | — |
| 2016–2017   | Minnesota State Mavericks | NCAA        | 31  | 8  | 23 | 31 | 20  | — | — | — | — | — |
| 2017–2018   | Los Angeles Kings         | NHL         | 1   | 0  | 1  | 1  | 0   | — | — | — | — | — |
|             | Minnesota State Mavericks | NCAA        | 40  | 10 | 25 | 35 | 53  | — | — | — | — | — |
| NHL totalt  | NHL totalt                | NHL totalt  | 1   | 0  | 1  | 1  | 0   | — | — | — | — | — |
| NCAA totalt | NCAA totalt               | NCAA totalt | 107 | 20 | 57 | 77 | 93  | — | — | — | — | — |

### Internationellt
| Källa: Uppdaterad: 2018-04-07 | Källa: Uppdaterad: 2018-04-07 | Källa: Uppdaterad: 2018-04-07 |         | Utv = Utvisningsminuter | Utv = Utvisningsminuter | Utv = Utvisningsminuter | Utv = Utvisningsminuter | Utv = Utvisningsminuter |
| År                            | Lag                           | Mästerskap                    | Matcher | Mål                     | Assists                 | Poäng                   | Utv                     |                         |
| ----------------------------- | ----------------------------- | ----------------------------- | ------- | ----------------------- | ----------------------- | ----------------------- | ----------------------- | ----------------------- |
| 2017                          | USA                           | VM                            | 5       | 0                       | 0                       | 0                       | 2                       |                         |
| Senior totalt                 | Senior totalt                 | Senior totalt                 | 5       | 0                       | 0                       | 0                       | 2                       |                         |